# Tau Pegasi

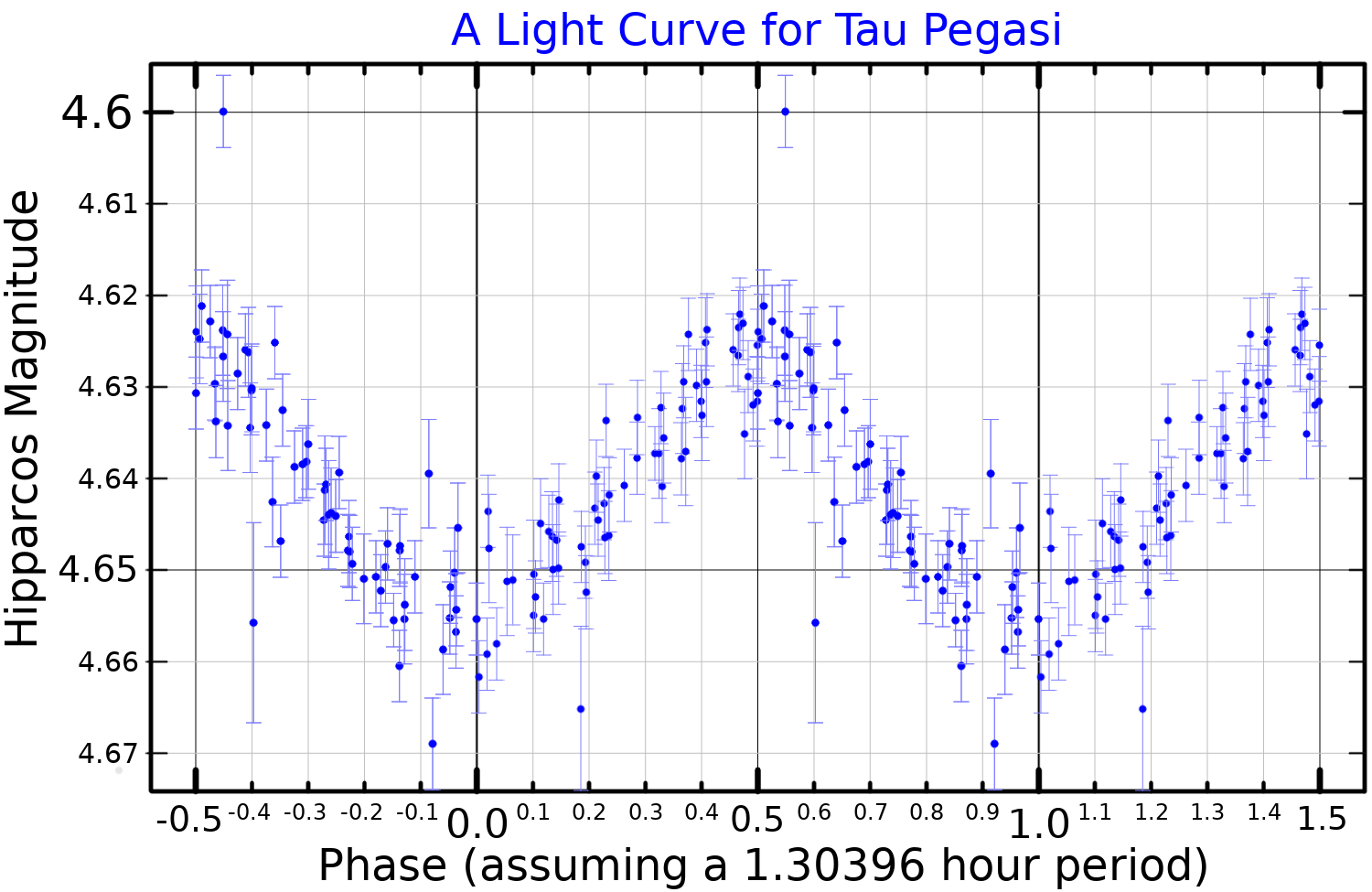
Curva de luz de Tau Pegasi.

Tau Pegasi (τ Peg, τ Pegasi) é uma estrela localizada na constelação de Pegasus, a 167 anos-luz da Terra. Tem os nomes tradicionais de Salm e Kerb.
Tau Pegasi é uma estrela classe A com uma magnitude aparente de 4,60. É também uma variável Delta Scuti, e seu brilho varia 0,02 magnitudes em um período de 0,05433 dias.